# Politecnico di Varsavia
Il Politecnico di Varsavia (in polacco: Politechnika Warszawska) è uno degli istituti di tecnologia di punta della Polonia e uno dei maggiori in Europa centrale. Ci lavorano 2.453 dipendenti, tra cui 357 professori universitari (inclusi i 145 professori titolari di cattedra). Il corpo studenti, al 2011, ammonta a 36.156 studenti, per la maggior parte full-time.
Ci sono 19 facoltà che ricoprono quasi tutti i campi delle scienze e delle tecnologie. Tutte le sedi universitarie sono localizzate a Varsavia, eccetto che per una sita a Płock.
Nel Politecnico di Varsavia si laureano circa 5.000 studenti all'anno. Secondo il rapporto del giornale polacco Rzeczpospolita, gli studenti del Politecnico hanno la presenza più alta tra i manager e i dirigenti all'interno delle aziende di stato. Un presidente su nove, considerando le prime 500 corporation polacche, è laureato al Politecnico della capitale. Il professor Kurnik, rettore dell'ateneo, spiega che la scuola offre solide basi per le performance dei futuri manager fornendo ai suoi studenti un'educazione di alto livello ed una preparazione con mezzi ed informazioni necessari, inclusa la conoscenza delle lingue straniere.
L'origine dell'Università risale al 1826 quando questa istituzione di istruzione tecnica venne fondata, la prima nella storia della città.

## Storia

### 1824-1831 Origini
Le origini di questa istituzione risalgono all'inizio del 1800, quando furono fatti i primi tentativi di creare un centro di studi tecnici avanzati a Varsavia.
Uno dei precursori dell'attuale politecnico fu la Scuola Preparatoria per studi tecnici (Szkoła Przygotowawcza do studiów technicznych), inaugurata il 4 gennaio 1826. Stanisław Staszic giocò un ruolo fondamentale nella fondazione della Scuola Preparatoria e nella stesura del suo statuto, mentre Kajetan Garbiński, matematico e professore dell'università di Varsavia, ne divenne il direttore. La scuola rimase attiva fino al 1831, quando venne chiusa in seguito alla rivolta di novembre.
Nei successivi sessant'anni, nonostante lo sviluppo industriale in Polonia, non c'era nessuna scuola di formazione interna al paese. Tecnici ed ingegneri venivano da università straniere o dall'ingegneria militare.

### 1898-1914
Il 12 febbraio 1898, in seguito a lunghe trattative, lo Zar Nicola II accettò di istituire un nuovo politecnico e, l'8 giugno 1898, venne fondato l'Istituto politecnico di Varsavia "Nicola II" (Warszawski Instytut Politechniczny imienia Mikołaja II), diviso in tre facoltà: meccanica, chimica e ingegneria civile.